# Sussisa
Sussisa è una frazione di 200 abitanti del comune di Sori, nella città metropolitana di Genova, posta sulle alture di Sori a 300 metri sul livello del mare.
Anticamente chiamata Socisa o Monterotondo, il territorio del paese comprende diverse località. 
Le principali sono: Camporotondo, Canello, Case piane, Castagnola, Cretti, Croce del Pozzo, Cuneo, Fulle, Massiglione, Noppiano, Nosiglia, Pian del melo, Porcile, Roverato e Sussisa da cui prende il nome.

## Storia

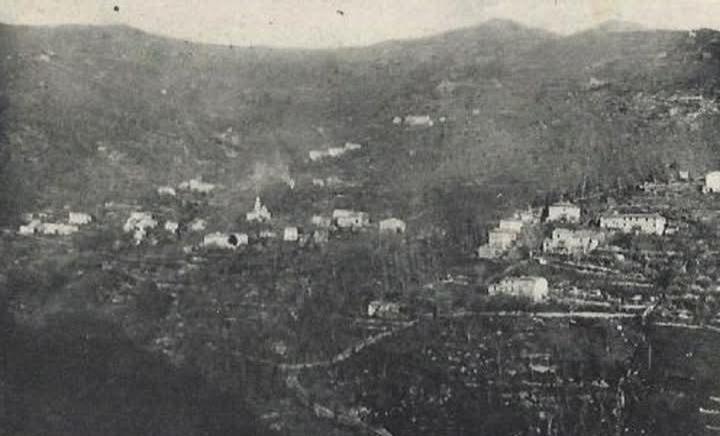
Sussisa anni '20 del novecento

Non è facile datare l'origine del borgo, certamente una svolta ebbe il saccheggio dei pirati saraceni che avvenne nella cittadina di Sori il primo luglio del 1584. Molti cittadini spaventati da future nuove incursioni decisero di trasferirsi nella frazioni in posizione più elevata e distante dal mare e quindi più sicura. 
Sorsero parecchie torri saracene sulle alture tra cui l'attuale Chiesa di Canepa.
Da un punto di vista amministrativo la comunità di Sussisa fece parte del territorio di Canepa, fino alla soppressione di quest'ultimo come comune autonomo nel 1929 e l'incorporazione nell'odierno comune di Sori. Come l'odierno capoluogo anche il territorio sussisese rientrò ben presto nei domini della Repubblica di Genova che, come i vicini borghi e paesi del Golfo Paradiso, lo inserì nella giurisdizione della podesteria del Bisagno e, dal 1606, nel successivo capitaneato di Recco seguendone le sorti.
Con la nuova dominazione francese di Napoleone Bonaparte in Liguria le quattro municipalità di Sori, Pieve di Sori, Canepa e Sant'Apollinare rientrarono dal 2 dicembre 1797 nel Dipartimento del Golfo del Tigullio, con capoluogo Rapallo, all'interno della Repubblica Ligure annessa al Primo Impero francese. Dal 28 aprile del 1798 con i nuovi ordinamenti francesi, Sussisa rientrò nel III Cantone, con capoluogo Sori, della Giurisdizione della Frutta e dal 1803 centro principale del VI Cantone della Frutta nella Giurisdizione del Centro. Dal 13 giugno 1805 al 1814 venne inserito nel Dipartimento di Genova. 
Nel 1800 sui monti Cornua e Becco sovrastanti il paese si combatté una famosa battaglia tra francesi comandati dal generale Andrea Massena e austriaci durante l'assedio di Genova; risale infatti a quel periodo la costruzione dei ponti romanici che collegano il paese a Canepa, probabilmente per agevolare lo spostamento delle truppe.
Nel 1815 fu inglobato nel Regno di Sardegna, così come stabilì il Congresso di Vienna del 1814 anche per gli altri comuni della repubblica ligure, e dal 1861 nel successivo Regno d'Italia. Dal 1859 al 1926 il territorio fu compreso nel VI mandamento di Recco del circondario di Genova della provincia di Genova. Tre anni dopo, nel 1929, il comune di Canepa venne soppresso e confluito nella municipalità di Sori: Sussisa ne divenne quindi frazione.
Nel 1927 venne creato il Corpo Musicale del paese intitolato a Lorenzo Parodi e nel 1929 per dare una sede alla banda si costruì l'attuale Società Operaia di Mutuo Soccorso che, ancora oggi, è un punto di ritrovo per la popolazione. 
Durante la seconda guerra mondiale il paese si distinse nella guerra di liberazione dai nazifascisti. Qui sorse la brigata partigiana garibaldina Poggi 470.
Prima della costruzione del nuovo cimitero che risale agli anni 50 del Novecento i defunti venivano portati in spalla fino a Canepa attraverso un sentiero denominato "Ciasi" per un tragitto che impiegava un'ora a piedi. 
Frazione isolata se non con mulattiere e sentieri fino al secondo dopoguerra, nel 1962 arrivò finalmente la strada provinciale che collega il paese con il capoluogo Sori e la città di Genova. Nel 1967, alla presenza dell'allora ministro degli Interni Paolo Emilio Taviani, atterrato per l'occasione in elicottero sul campo sportivo, avviene l'inaugurazione della strada che collega al monte Cornua e alla val Fontanabuona. 
Infine il 19 Gennaio 1997 venne inaugurata la Cretti-Levà strada di collegamento tra le due vallate di Sori. 
La prima domenica di luglio si celebra la festa in onore del patrono san Matteo(considerato protettore delle vittime dei pirati saraceni a Salerno). 
Alla processione con l'arca del santo seguono sparata di mascoli e fuochi d'artificio.

## Monumenti e luoghi d'interesse

### Architetture religiose
- Chiesa parrocchiale di Santa Maria Immacolata, del 1754. Sorta per sostituire un'antica chiesa intitolata a san Ferrando del 1555. La nuova Chiesa, nel 1920, fu consacrata ed eretta Parrocchia, il parroco aveva il titolo di Canonico. Nel 1928 fu ingrandita, stuccata, ne fu rifatta la facciata così, come è attualmente. Nel 1945 fu indorata, affrescata, abbellita, furono fatti i pavimenti di marmo e fu ritoccata anche nella struttura: al coro fu data forma ovale, furono chiuse due grandi finestre ai lati degli altari, fu soppresso un ingresso laterale. Nel 1977 ladri la depredarono di 16 lampadari in perle del 1500, un'acquasantiera in marmo con colonnina, un Battistero con vasca e putti e alcuni lampioncini d'argento. Le campane risalgono all'Ottocento.

### Architetture civili
- Mulino di Fulle, del 1875.
- Società Operaia di Mutuo Soccorso, del 1929. Restaurata nel 1998.
- Ponte in stile romanico costruito in epoca napoleonica.
- Piazza Santa Maria Immacolata. Posta di fronte al vecchio asilo intitolato a San Giuseppe è il centro del paese dove si svolge la festa patronale. La piazza comprende una fontana, tre alberi e diverse panchine. Un tiglio centenario e due pioppi. Una lapide in marmo ricorda i caduti delle due guerre mondiali.